# Tyler Adams
Tyler Shaan Adams (Wappinger, 14 de fevereiro de 1999) é um futebolista americano que atua como volante. Atualmente joga pelo Bournemouth e pela seleção dos Estados Unidos.

## Carreira
Jogador da academia do New York Red Bulls, Adams se profissionalizou no New York Red Bulls II aos dezesseis anos de idade antes de ingressar no time principal do New York Red Bulls uma temporada depois. Adams ingressou no RB Leipzig em janeiro de 2019.
Principalmente um volante, Adams é capaz de jogar como zagueiro ou ala em qualquer um dos lados da defesa ou do meio-campo.
Na seleção dos Estados Unidos fez sua estreia em 2017.

### New York Red Bulls II
Adams ingressou Red Bulls Academy em 2011 e jogou nas seleções Sub-13, Sub-14 e Sub-16 antes de se tornar profissional.
Em 19 de março de 2015, Adams assinou com o New York Red Bulls II, o time reserva sênior do clube que joga na United Soccer League. Adams fez sua estreia pela equipe em 4 de abril de 2015, com uma vitória por 4 a 1 sobre o Toronto FC II, a primeira vitória na história do clube. Depois de aparecer regularmente pelo NYRB II durante a temporada de 2016, Adams ajudou o clube a uma vitória por 5–1 sobre o Swope Park Rangers na final da Copa USL de 2016.

### New York Red Bulls
Em 23 de julho de 2015, Adams fez sua estreia no time principal do New York Red Bulls em um amistoso contra o campeão da Premier League o Chelsea. Ele marcou o segundo gol da partida, aos 69 minutos, os Red Bulls venceram a partida por 4–2.
Em 13 de março de 2018, Adams abriu o placar para o New York em uma vitória por 3–1 sobre o Club Tijuana, ajudando o clube a avançar para as semifinais da Liga dos Campeões da CONCACAF de 2018 pela primeira vez.

### RB Leipzig
Adams ingressou no RB Leipzig em janeiro de 2019, reunindo-se com o seu ex-técnico Jesse Marsch. Ele estreou na liga em 27 de janeiro, com uma vitória por 4 a 0 sobre o Fortuna Düsseldorf. Em 16 de fevereiro, Adams registrou sua primeira assistência na Bundesliga, na vitória por 3-1 sobre o Stuttgart. Ele perdeu todos os jogos de abril devido a uma lesão no adutor, e até então o Leipzig não havia perdido um único jogo com ele em campo. Em 16 de maio, Adams voltou ao time e onze dias depois começou a final da DFB-Pokal contra o Bayern de Munique para a qual o Leipzig perdeu por 0–3, em agosto de 2020, Adams marcou o gol da vitória para o Leipzig na vitória por 2 a 1 sobre o Atlético de Madrid, ajudando o clube a avançar para as semifinais da Liga dos Campeões da UEFA de 2019–20 pela primeira vez.

### Leeds United
Em 6 de julho de 2022, Adams assinou um contrato de cinco anos pelo Leeds United, numa transferência cotada em 20 milhões de libras.

## Títulos
New York Red Bulls II
- USL Cup: 2016

New York Red Bulls
- MLS Supporters' Shield: 2018

RB Leipzig
- DFB-Pokal: 2021–22

Estados Unidos sub-20
- Campeonato da CONCACAF Sub-20: 2017

Estados Unidos
- Liga das Nações da CONCACAF: 2019–20 e 2023–24